# Mirabeau (Alpes de Alta Provenza)
 Mirabeau  es una población y comuna francesa, situada en la región de Provenza-Alpes-Costa Azul, departamento de Alpes de Alta Provenza, en el distrito de Digne-les-Bains y cantón de Digne-les-Bains-Ouest.

## Demografía
| 144 | 142 | 200 | 262 | 323 | 394 |
| Para los censos de 1962 a 1999 la población legal corresponde a la población sin duplicidades (Fuente: INSEE [Consultar]) |     |     |     |     |     |